# Агроуніверситет (футзальний клуб)
Агроуніверситет  — український футзальний клуб, який представляє місто Дніпро, бронзовий призер чемпіонату УРСР з футзалу 1991 року.

## Історія
Дніпропетровська команда «Агроуніверситет» брала участь у другому розіграші чемпіонату УРСР з футзалу, який відбувся в 1991 році. «Агроуніверситет» став єдиною командою серед десяти учасників фінального турніру, яку не зумів переграти майбутній чемпіон дніпропетровський «Механізатор» (матч закінчився внічию 4: 4). Під керівництвом тренера Олександра Капустіна «Агроуніверситет» завоював бронзові медалі чемпіонату УРСР, а також успішно виступив у всесоюзних змаганнях. У 1992 році команда стартувала в розіграшах кубку України.
У наступні роки команда Дніпровського державного аграрно-економічного університету з футболу неодноразово ставала чемпіоном України серед аграрних навчальних закладів. У 2001 році команда університету стала переможцем чемпіонату України з футзалу серед команд першої ліги.

## Досягнення
- Чемпіонат України
  -  Бронзовий призер (1): 1991 (неофіційний)

- Перша ліга України
  -  Чемпіон (1): 2000/01

## Структура клубу

### Домашня арена
Домашні поєдинки клуб проводив у Залі СК ДДАУ, яка вміщує 500 сидячих місць.

### Спонсори
- Дніпровський державний аграрно-економічний університет